# Branchiosyllis abranchiata
Branchiosyllis abranchiata är en ringmaskart som beskrevs av Hartmann-Schröder 1965. Branchiosyllis abranchiata ingår i släktet Branchiosyllis och familjen Syllidae. Inga underarter finns listade.